# Траяновы валы

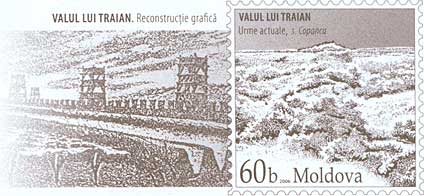
Траяновы валы на марках Молдовы.

Трая́новы ва́лы — название систем древних валов на территории современных Украины, Молдавии и Румынии.
Впервые название «Траянов вал» встречается в источниках XIV века. Сооружение их часто связывают с деятельностью римского императора Марка Ульпия Траяна в Дакии.

## Буджак и Бессарабия

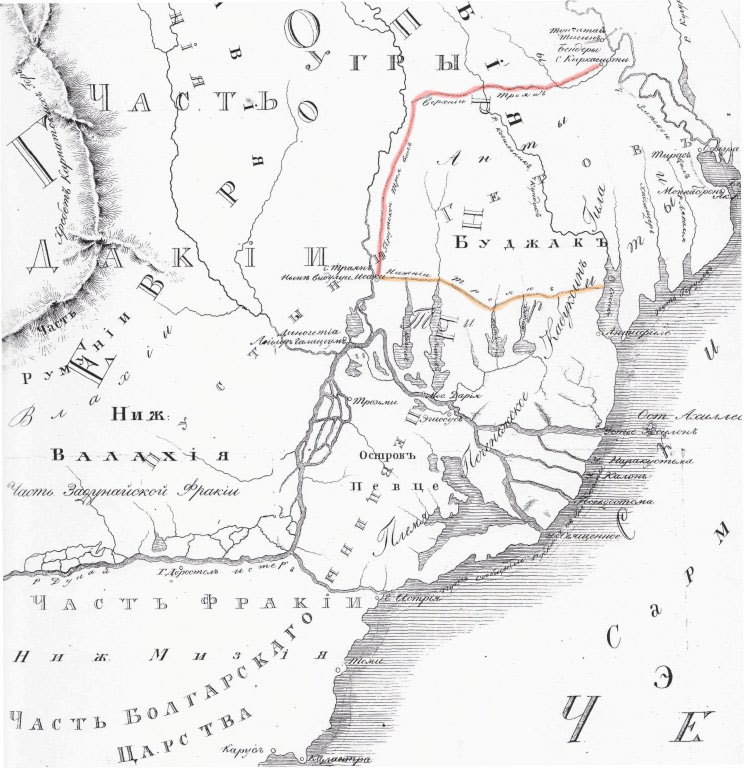
Траяновы валы на карте истории Бессарабии Александра Вельтмана, 1827 год (обозначены цветом)

В этом регионе выделяют две линии валов: Нижний Траянов вал и Верхний Траянов вал.

### Нижний Траянов вал
Нижний Траянов вал — расположен на территории современных Молдавии и Украины. Начинается в Вулканешском районе Молдавии и доходит до озера Сасик, Одесская область, Украина.

### Верхний Траянов вал
Верхний Траянов вал — начинается возле города Бендеры (Молдавия) и тянется к реке Прут к современному молдавскому городу Леово.
Археологические исследования одного из участков вала на территории Молдавии свидетельствуют о том, что вал был насыпан римлянами приблизительно на рубеже I—II веков н. э.. Также обнаружено, что в III—IV веках вал использовался для обороны от римлян, при этом ров, выкопанный с северной стороны, был засыпан, а с южной — выкопан новый.

Если вал сей есть ретраншамент, построенный Траяном, для ограждения провинций Римских от набегов варваров; то при сооружении сей стены должны были быть соблюдены необходимые условия для удобства защиты. — Но здесь, напротив, все выгоды местоположения на стороне, прилегающей с севера.— А. Ф. Вельтман «О валах Траяна», Начертание древней истории Бессарабии, сочинённое Генерального Штаба Штабс-Капитаном Вельтманом, Москва, 1828 год.
Раскопки Верхнего Траянова вала велись в 1991 году на участке между селами Градище и Селемет молдавским археологом А. Рошка. Всего было сделано 15 срезов вала. Материалов, которые можно было бы использовать для датировки вала, не обнаружено. Рва с южной стороны не было. Единственное, что можно с точностью аргументировать, — это то, что Верхний Траянов вал имел антикавалерийскую конструкцию и был возведён с целью обеспечения безопасности 2 кампании Траяна от набегов сарматских племен, тогдашних союзников даков.

## Поднестровье
Траяновы валы Поднестровья — система валов, которые находятся между городами Тернополь и Каменец-Подольский. Имеют прерывистый характер. Состоят из двух эшелонов центральной цепи и хаотически разбросанных валов (отдельные из них находятся даже на Буковине).

## Румыния

Римские валы и стены в Румынии.

Траяновы валы Румынии — укреплённая линия длиной около 60 километров, пересекает перешеек между Дунаем и Чёрным морем возле городов Чернаводэ и Констанца и состоит из трёх валов — двух земляных и одного каменного. Высота валов ныне на разных участках колеблется от 3 до 6 метров. Два земляных вала находятся севернее, а южный, каменный вал, по разным оценкам является древнейшим.